# Рамадан Юсеф
Рамадан Юсеф Мохаммед (амх. ረመዳን ዩሱፍ; нар. 12 лютого 2001, Асоса, Ефіопія) — ефіопський футболіст, лівий захисник клубу Сент-Джордж та національної збірної Ефіопії.

## Клубна кар'єра
Футбольну кар'єру розпочав у «Шире Ендаселасьє». У сезоні 2018/19 років у футболці вище вказаного клубу дебютував у Прем'єр-лізі Ефіопії. З 2020 року захищає кольори «Волкіт Сіті».

## Кар'єра в збірній
У футболці національної збірної Ефіопії дебютував 4 вересня 2019 року в нічийному (0:0) поєдинку кваліфікації чемпіонату світу 2022 року проти Лесото в Бахр-Дарі. 23 грудня 2021 року опинився у списку гравців, які поїхали на Кубок африканських націй 2021 року. На вище вказаному турнірі зіграв у трьох матчах групового етапу — проти Кабо-Верде (0:1), Камеруну (1:4) та Буркіна-Фасо (1:1).

## Статистика виступів

### У збірній
| Дата       | Місто        | Господарі   | Результат | Гості        | Турнір                                    | Голи | Примітки |
| ---------- | ------------ | ----------- | --------- | ------------ | ----------------------------------------- | ---- | -------- |
| 4-9-2019   | Бахр-Дар     | Ефіопія     | 0 – 0     | Лесото       | Відбір до ЧС 2022                         | -    | 71'      |
| 13-10-2019 | Бахр-Дар     | Ефіопія     | 0 – 1     | Уганда       | товариський матч                          | -    | 46'      |
| 19-10-2019 | Кігалі       | Руанда      | 1 – 1     | Ефіопія      | кваліфікація ЧАН 2020                     | -    |          |
| 16-11-2019 | Антананаріву | Мадагаскар  | 1 – 0     | Ефіопія      | Відбір до Кубка африканських націй 2021   | -    |          |
| 19-11-2019 | Бахр-Дар     | Ефіопія     | 2 – 1     | Кот-д'Івуар  | Відбір до Кубка африканських націй 2021   | -    |          |
| 22-10-2020 | Аддис-Абеба  | Ефіопія     | 2 – 3     | Замбія       | товариський матч                          | -    | 70'      |
| 6-11-2020  | Аддис-Абеба  | Ефіопія     | 2 – 2     | Судан        | товариський матч                          | -    | 55' 84'  |
| 13-11-2020 | Ніамей       | Нігер       | 1 – 0     | Ефіопія      | Відбір до Кубка африканських націй 2021   | -    |          |
| 17-11-2020 | Аддис-Абеба  | Ефіопія     | 3 – 0     | Нігер        | Відбір до Кубка африканських націй 2021   | -    |          |
| 17-3-2021  | Бахр-Дар     | Ефіопія     | 4 – 0     | Малаві       | товариський матч                          | -    |          |
| 24-3-2021  | Бахр-Дар     | Ефіопія     | 4 – 0     | Мадагаскар   | Відбір до Кубка африканських націй 2021   | -    |          |
| 30-3-2021  | Абіджан      | Кот-д'Івуар | 3 – 1     | Ефіопія      | Відбір до Кубка африканських націй 2021   | -    |          |
| 26-8-2021  | Бахр-Дар     | Ефіопія     | 0 – 0     | Сьєрра-Леоне | товариський матч                          | -    | 76'      |
| 3-9-2021   | Кейп-Кост    | Гана        | 1 – 0     | Ефіопія      | Відбір до ЧС 2022                         | -    |          |
| 7-9-2021   | Бахр-Дар     | Ефіопія     | 1 – 0     | Зімбабве     | Відбір до ЧС 2022                         | -    |          |
| 9-10-2021  | Бахр-Дар     | Ефіопія     | 1 – 3     | ПАР          | Відбір до ЧС 2022                         | -    | 68'      |
| 12-10-2021 | Йоганнесбург | ПАР         | 1 – 0     | Ефіопія      | Відбір до ЧС 2022                         | -    |          |
| 11-11-2021 | Совето       | Ефіопія     | 1 – 1     | Гана         | Відбір до ЧС 2022                         | -    |          |
| 14-11-2021 | Хараре       | Зімбабве    | 1 – 1     | Ефіопія      | Відбір до ЧС 2022                         | -    |          |
| 9-1-2022   | Яунде        | Ефіопія     | 0 – 1     | Кабо-Верде   | Кубок африканських націй 2021 - 1-й раунд | -    |          |
| 13-1-2022  | Яунде        | Камерун     | 4 – 1     | Ефіопія      | Кубок африканських націй 2021 - 1-й раунд | -    | 73'      |
| Усього     |              | Матчів      | 21        |              | Голів                                     | 0    |          |